# Michel Carret
Michel Carret est un homme politique français né en 1752 à Villefranche-sur-Saône (Rhône) et décédé le 20 juin 1818 à Paris.
Chirurgien à Lyon, il devient président de la société des amis de la Constitution en 1790. Modéré, il est arrêté sous la Terreur et doit se cacher. Il est élu député du Rhône au Conseil des Cinq-Cents le 25 germinal an VII. Rallié au coup d'État du 18 Brumaire, il devient membre du Tribunat, dont il est secrétaire en 1804. A la dissolution du Tribunat, en 1807, il devient conseiller à la Cour des Comptes, et doit quitter ses fonctions sous la Restauration.

## Sources
- « Michel Carret », dans Adolphe Robert et Gaston Cougny, Dictionnaire des parlementaires français, Edgar Bourloton, 1889-1891 [détail de l’édition]